# Steinberg am See
Steinberg am See je obec v hornofalckém okrese Schwandorf. Je součástí správního společenství Wackersdorf. Od 31. března 2006 obec získala přídomek "am See".

## Poloha
Steinberg am See leží v centru Horní Falce, asi 10 kilometrů východně od okresního města Schwandorf a asi pět kilometrů jihovýchodně od Wackersdorfu, který proslavil dříve plánovaný závod na zpracování uranového paliva - a tedy uprostřed Hornofalcké jezerní oblasti, vzniklé v polovině 80. let 20. století důsledkem ukončení povrchové těžby hnědého uhlí. Nejznámějším jezerem je jezero Steinberg.

### Sousední obce
Steinberg am See sousedí s následujícími obcemi od severu: Wackersdorf, Bodenwöhr, Nittenau, Teublitz a Schwandorf
| Růžice kompasu | Schwandorf | Wackersdorf      | Wackersdorf | Růžice kompasu |
| Růžice kompasu | Schwandorf | Sever            | Bodenwöhr   | Růžice kompasu |
| Růžice kompasu | Schwandorf | Steinberg am See | Bodenwöhr   | Růžice kompasu |
| Růžice kompasu | Schwandorf | Jih              | Bodenwöhr   | Růžice kompasu |
| Růžice kompasu | Teublitz   | Nittenau         | Nittenau    | Růžice kompasu |

## Historie
Název Steinberg je odvozen od skalnatého kopce, který se nachází několik set metrů od obce a výrazně vyniká v rovinatém terénu. První zmínka o Steinbergu pochází z listiny kláštera Waldsassen z roku 1185 od papeže Lucia II. "Farnost Stainberg" je poprvé zmiňována v roce 1286 v děkanátu Schwandorf. Jako první majitelé statku jsou v roce 1315 doloženi Peilsteinerové. Nejdéle majetek drželi Reischerové (1666–1803). Rod vymřel s odchodem kardinála Carla Augusta hraběte von Reisach.
1. července 1978 vytvořila obec Steinberg am See spolu s obcí Wackersdorf správní společenství Wackersdorf. Ještě před velkým hnědouhelným boomem se na Steinbergu od konce 19. století těžila žula. Velké žulové bloky z lomu se drtily hlavně na dlažební kostky, např. drobné dlažební kostky steinberského hřbitova pocházejí z místního lomu.
Těžba hnědého uhlí měla na dnešní podobu Steinbergu am See obrovský vliv. Jako součást hornofalckého hnědouhelného revíru se hnědé uhlí intenzivně těžilo také v povrchových dolech v okolí obce, a to zejména ve 20. století. V polovině 80. let 20. století byla těžba zastavena Bavorským hnědouhelným průmyslem (BBI) a doly byly v průběhu několika následujících let zatopeny. Vznikla tak mimo jiné jezera Steinberger See a Knappensee. Po úplném zatopení na konci 80. let se zejména Steinberské jezero vyvinulo v lokalitu vyhledávanou pro vodní sporty, turistiku a rekreaci.